# 1927 en Inde
Chronologie de l'Inde
- 1923
- 1924
- 1925
- 1926
- 1927
- 1928
- 1929
- 1930
- 1931

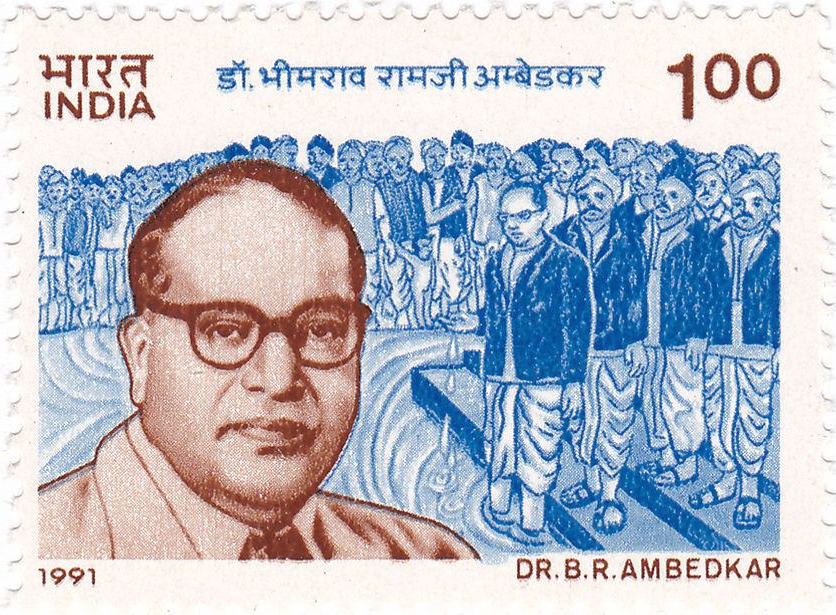
Timbre de 1991 relatif au mouvement désobéissance civile conduit par Bhimrao Ramji Ambedkar.

Cette page concerne les évènements survenus en 1927 en Inde  :

## Évènement
- Satyagraha contre la statue de Neil (en)
- Mise en place de la Commission Simon, afin de déterminer le statut de l'Inde britannique.
- 20 mars : Mahad Satyagraha (en), mouvement de désobéissance civile conduit par Bhimrao Ramji Ambedkar, pour permettre aux intouchables d'utiliser l'eau d'un réservoir public à Mahad (actuellement dans le district de Raigad), Maharashtra, Inde. Le 20 mars est observé comme la journée de l'autonomisation sociale en Inde.
- 4 septembre : Début des émeutes de Nagpur (en)

## Cinéma
- Création du Comité cinématographique indien (en), pour « enquêter sur l'adéquation de la censure et l'effet supposé immoral des films cinématographiques ».
- 108 films sont produits en 1927.
- Le rapport du Comité cinématographique indien 1927-1928, pour étudier le cinéma en Inde, classe les films dans différents genres, principalement comme « drames religieux, mythologiques, historiques et sociaux ».
- Sortie des films : Balidan (en), Chandidas , Dil Farosh (en), Durgesh Nandini.

## Littérature
- Souvenir. The Indian Empire; being a brief description of the chief features of India and its medical and sanitary problems de Christophers, S. R.

## Création
- Aero Club of India (en)
- Association olympique indienne
- Daily Inqilab (Lahore) (en), journal.

## Dissolution
- Order of the Star in the East (en), organisation.
- Sabujpatra (en), magazine.

## Naissance
- Lal Krishna Advani, personnalité politique.
- Adoor Bhasi (en), acteur et réalisateur.
- Sivaji Ganesan, acteur et producteur.
- Muhammad Iqbal (en), athlète (lanceur de marteau).
- Krishan Kant, vice-président de l'Inde.
- Rajendra Kumar (en), acteur.
- Bansi Lal (en), activiste.
- K. T. Muhammed (en), scénariste.
- Ram Narayan, musicien.
- M. Narasimham (en), banquier.
- J. Om Prakash (en), réalisateur.
- Balivada Kantha Rao, romancier et dramaturge.
- Vasant Sarwate (en), dessinateur et écrivain.
- Bendapudi Venkata Satyanarayana (en), dermatologue.
- Chandra Shekhar, personnalité politique.

## Décès
- Hazrat Inayat Khan musicien et maitre soufi
- Ram Prasad Bismil (en), révolutionnaire.
- Kailash Chandra Bose (en), médecin.
- T. Sadasiva Iyer (en), juge.
- A.P. Kinloch (d), ornithologue.
- Muztar Khairabadi (en), poète.
- Ashfaqulla Khan, poète et activiste pour l'indépendance.
- Rajendra Lahiri (en), révolutionnaire à l'origine de la conspiration de Kakori (en) (1925).